# Ammannia petrensis
Ammannia petrensis är en fackelblomsväxtart som först beskrevs av Michael George Gilbert och Thulin, och fick sitt nu gällande namn av S.A.Graham och Gandhi. Ammannia petrensis ingår i släktet Ammannia och familjen fackelblomsväxter. Inga underarter finns listade i Catalogue of Life.